# Benczédi József
Benczédi József (Kolozsvár, 1953.  december 13.) erdélyi magyar operatőr és dokumentumfilm-rendező, id. Benczédi Sándor fia, ifj. Benczédi Sándor és  Benczédi Ilona testvére.

## Életpályája
Iskoláit szülővárosában végezte, 1973-ban érettségizett a Brassai Sámuel Elméleti Líceumban. 
1975 és 1992 között a kolozsvári Kutató- és Tervezőintézet épületfényképésze volt. 1993-tól a kolozsvári televízió magyar szerkesztőségének munkatársa.  

## Munkássága
A román televízió magyar adásának szerkesztőjeként számtalan dokumentumfilmet készített az erdélyi kultúra nagyjairól és a néphagyományokról. Tagja a Magyar Újságírók Romániai Egyesületének.

### Dokumentumfilmjei (válogatás)
- Dobai Illyés utolsó útja, 2001, operatőr, társrendező, RTV Kolozsvári Területi Stúdió[3]
- A borica, 2003, operatőr, társrendező, RTV Kolozsvári Területi Stúdió[4]
- Vetró András műtermében, operatőr, társrendező, 2017 [5]
- Az építész Pákey Lajos, operatőr, társrendező,[6]
- A mecénás, 2018, operatőr, rendező[7]